# Hof (Norvegia)
Hof è un ex comune norvegese della contea di Vestfold. Dal 1º gennaio 2018 è parte del comune di Holmestrand.